# Castillo Aoba
El Castillo Aoba (青葉城 Aoba-jō?), también conocido como Castillo Sendai  (仙台城 Sendai-jō ?) fue el castillo de la familia Date, se encuentra en Sendai, Japón.

## Historia
Fue construido por Masamune Date en 1601 encima del Monte Aoba, con la finalidad de mantener un punto estratégico defensivo para proteger la ciudad de Sendai. El castillo fue uno de los puntos estratégicos del Ōuetsu Reppan Dōmei durante la Guerra Boshin, cuando Date Yoshikuni era el señor feudal de Sendai. El castillo fue desmantelado parcialmente en los 1870’s cuando fue controlado por el nuevo gobierno después de la rendición de Sendai. Muchos de los edificios fueron destruidos durante los bombardeos de la Segunda Guerra Mundial, aunque algunas partes del castillo sobrevivieron. La mayor parte del castillo como la base de piedra, algunos muros, estructuras de madera han sido o están siendo reconstruidas. El castillo guarda en su interior el  Templo Gokoku  (護国神社 Gokoku-jinja ?) así como una gran estatua ecuestre de Date Masamune.